# Ras al-Hisn
Ras al-Hisn (arab. راس الحصن) – wieś w Syrii, w muhafazie Idlib. W 2004 roku liczyła 985 mieszkańców.